# Нафака (филм)
Нафака (радни назив Кровни талас) је босанскохерцеговачки филм снимљен 2006. године који је режирао Јасмин Дураковић.

## Радња
Филм прати живот једне махале од почетка рата до транзицијског периода. Јунаци филма су власник локалног кафића, кафанска певачица, група суседа босанских војника и њихове супруге, од којих је једна Афроамериканка (уједно и приповедач филма). У ратном сегменту филм прати збивања на бојишту, а рекетирање и шверц у позадини, а у послератном раздобљу приказује општа места Балкана након рата: ветерани су одбачени и беспослени, дојучерашњи криминалци постају предузетници, а ратне силеџије власт.

## Улоге
| Глумац            | Улога      |
| ----------------- | ---------- |
| Ненси Абдел Сакхи | Џенет Хугх |
| Харис Бурина      | Црвено Око |
| Александар Сексан | Ахмет      |
| Луција Шербеџија  | Лана       |
| Сенад Башић       | Садо       |
| Гордана Бобан     | Сахбеј     |
| Јасна Бери        | Саба       |
| Миралем Зубчевић  | Беба       |
| Саша Петровић     | Немања     |
| Мустафа Надаревић | Маркс      |
| Мирсад Тука       | Бибер      |
| Феђа Штукан       | Џим        |
| Марио Дрмаћ       | Николо     |
| Ванеса Глођо      | Мели       |
| Мирвад Курић      | Матан      |